# Eotetranychus rinoreae
Eotetranychus rinoreae är en spindeldjursart som beskrevs av Gutierrez 1970. Eotetranychus rinoreae ingår i släktet Eotetranychus och familjen Tetranychidae. Inga underarter finns listade i Catalogue of Life.